# Saint-Lin–Laurentides
Pour commune française située dans le département des Deux-Sèvres, voir Saint-Lin (Deux-Sèvres).
Saint-Lin-Laurentides est une ville canadienne du Québec située dans la MRC de Montcalm, dans la région de Lanaudière. 
Malgré le fait que son nom comporte « Laurentides », la municipalité a la particularité d'être située juste en dehors de la région du même nom. 
En 2024, Saint-Lin est la 46e ville la plus peuplée au Québec, avec environ 26 396 habitants.  

## Topynymie
La ville est nommée en l'honneur de saint Lin, qui fut le deuxième pape.
Il existe en France une commune du même nom située dans le département des Deux-Sèvres, en région Nouvelle-Aquitaine.

## Histoire
À partir des années 1820, John Pangman, seigneur de Lachenaie, concède plusieurs terres à des colons anglophones protestants sur le rang de la Rivière Sud, à partir de la limite avec la seigneurie de Terrebonne, aujourd'hui Sainte-Sophie. Comme plusieurs de ceux-ci étaient de foi méthodiste, ils nomment leur secteur « Wesleyville » en l'honneur de John Wesley, fondateur du méthodisme. 
La ville a été créée en mars 2000. Elle est née de la fusion de la municipalité de Saint-Lin (1836) et de Ville des Laurentides (1883).
L'ancien maire de la ville est Patrick Massé et il fut maire de la municipalité pendant 8 ans. Avant lui, le maire était André Auger, qui occupa ce poste pendant environ 40 ans. Le maire actuel (2023) est Mathieu Maisonneuve, élu en 2021 lors d'une élection générale.

## Géographie
La rivière de l'Achigan traverse la pointe nord-ouest de la municipalité du nord-est vers le sud-ouest et revient traverser la municipalité d'ouest en est. La rivière Beauport venant du nord-est conflue avec la rivière de l'Achigan à la limite nord-ouest de la municipalité. La Petite Rivière, qui coule vers le sud-ouest, traverse le nord-est de la municipalité jusqu'à sa confluence avec la rivière de l'Achigan à l'ouest du centre-ville.

## Démographie
| 2001   | 2006   | 2011   | 2016   | 2021   |
| ------ | ------ | ------ | ------ | ------ |
| 12 379 | 14 159 | 17 463 | 20 786 | 24 030 |

- 1996:
  - Laurentides : 2 703
  - Saint-Lin : 9 336
- 1991 :
  - Laurentides : 2 336
  - Saint-Lin : 7 029

Logements occupés par des résidents: 6 618 (total : 6 972)
Langue maternelle :
- Français : 96,9 %
- Anglais : 1,5 %
- Français et anglais : 0,4 %
- Autre langue: 1,2 %

## Administration
L'administration de la Ville de Saint-Lin-Laurentides a été gagné par la Coalition Saint-Lin-Laurentides.
- Maire : Mathieu Maisonneuve
- District 1 : Luc Cyr
- District 2 : Cynthia Harrisson-Tessier
- District 3 : Lynda Paul
- District 4 : Mario Chrétien
- District 5 : Robert Portugais
- District 6 : Isabelle Auger
- District 7 : Pierre Lortie
- District 8 : Chantal Lortie

Les élections municipales se font en bloc et suivant un découpage de huit districts.
| Saint-Lin—Laurentides Maires depuis 2001                                                                             |                     |         |          |
| Élection | Maire               | Qualité | Résultat |
| 2005 | André Auger         |         | Voir     |
| 2009 | André Auger         | Voir    |          |
| 2013 | Patrick Massé       |         | Voir     |
| 2017 | Patrick Massé       | Voir    |          |
| 2021 | Mathieu Maisonneuve |         | Voir     |
| Élection partielle en italique Depuis 2005, les élections sont simultanées dans toutes les municipalités québécoises |                     |         |          |

## Éducation
La Centre de services scolaire des Samares administre les écoles francophone :
- École du Carrefour-des-Lacs
- École de l'Aubier[8]
- École des Trois-Temps
  - pavillon de l'Arc-en-Ciel[9]
  - pavillon de l'Oiseau-Bleu[10]
  - pavillon Sir-Wilfrid-Laurier[11]
- École de l'Ami-Soleil [12]
- École du Ruisseau

La Commission scolaire Sir-Wilfrid-Laurier administre les écoles anglophones :
- École primaire Héritage[13]
- École secondaire Joliette (dessert une partie de la ville) à Joliette[14]

## Lieu historique national de Sir-Wilfrid-Laurier
Sir Wilfrid Laurier, le premier francophone à occuper le poste de premier ministre du Canada, y est né. Il est d'ailleurs possible de visiter le Lieu historique national du Canada de Sir-Wilfrid-Laurier, qui est dédié à la vie et l'œuvre de cet homme politique.

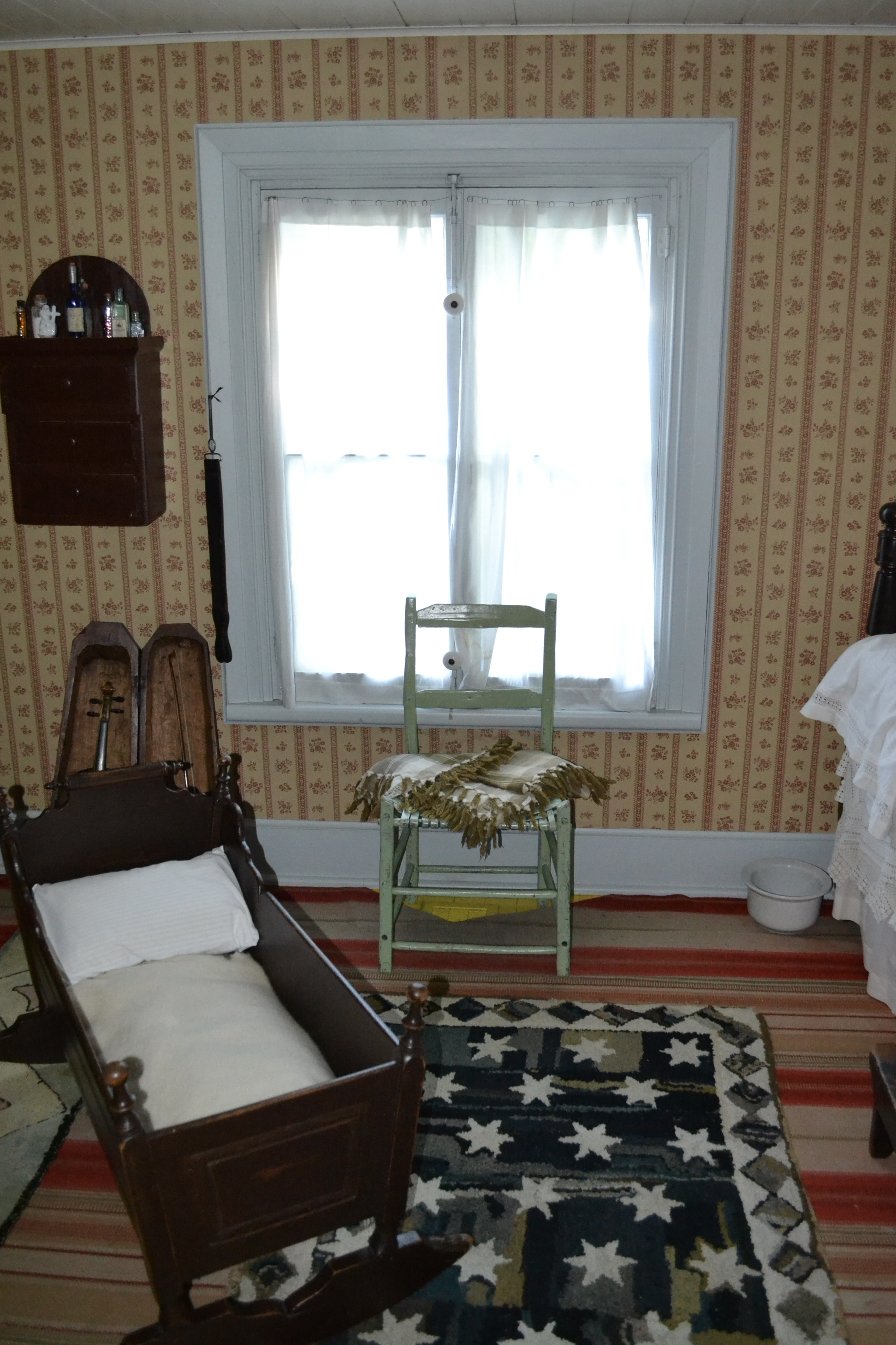
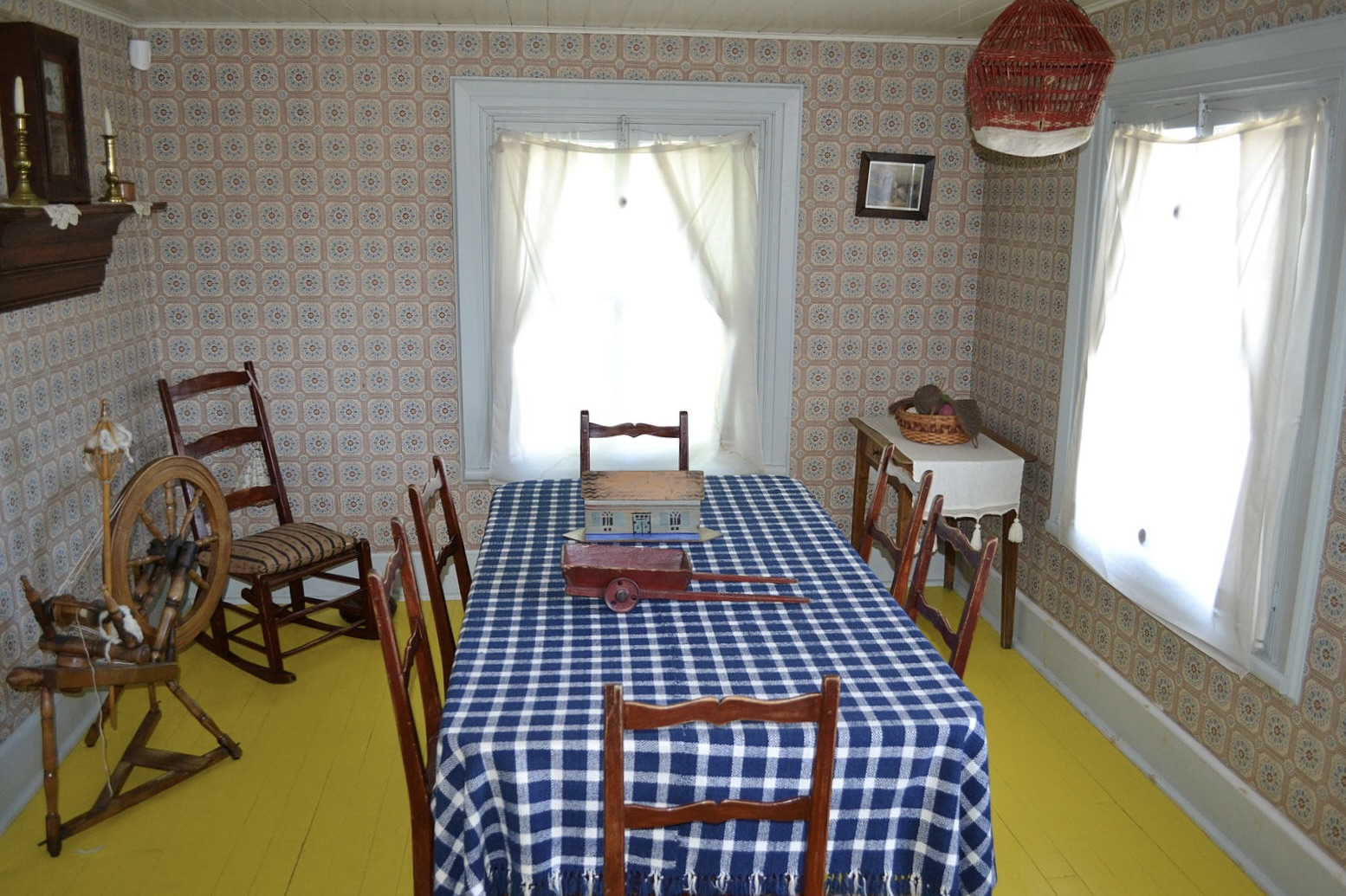
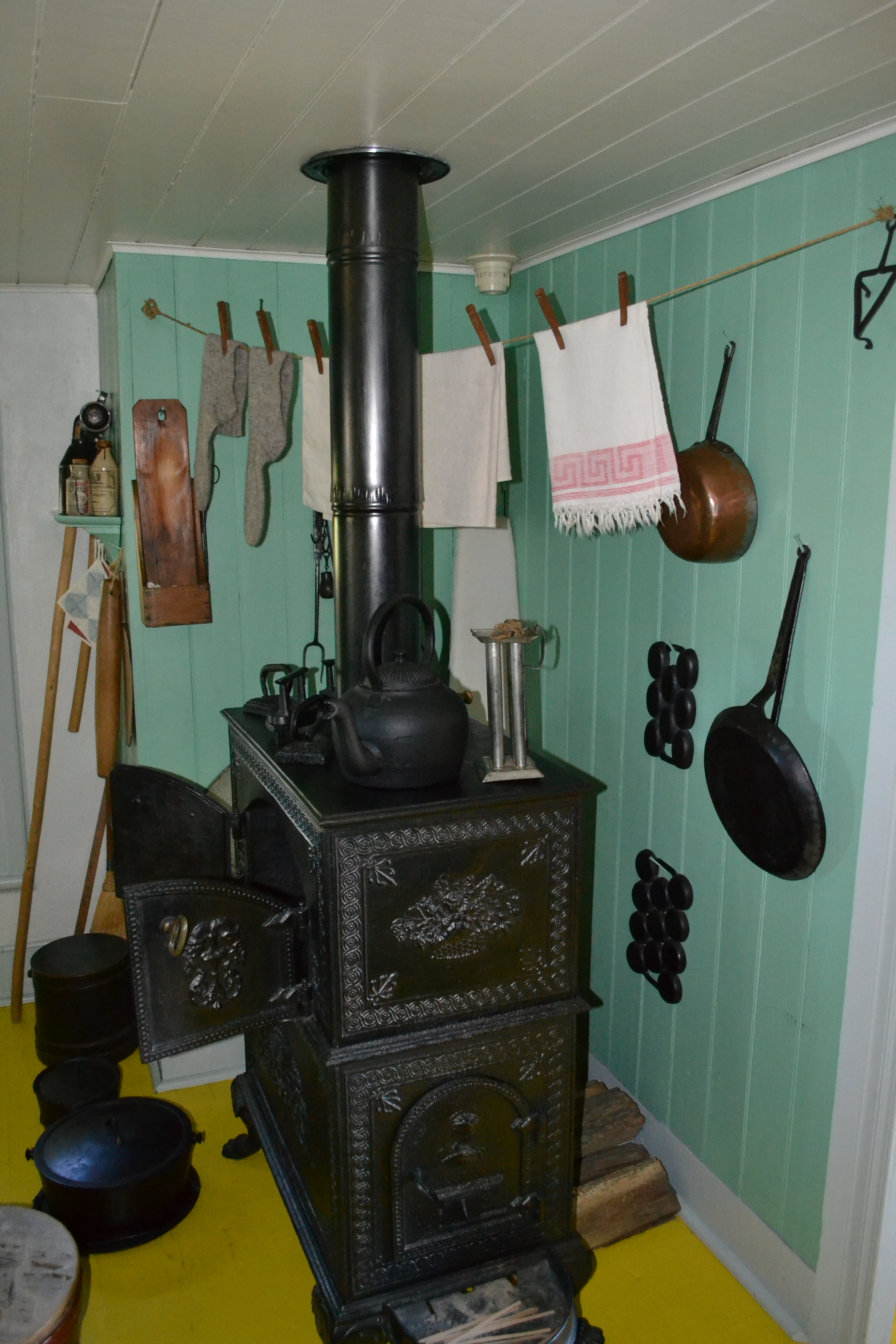
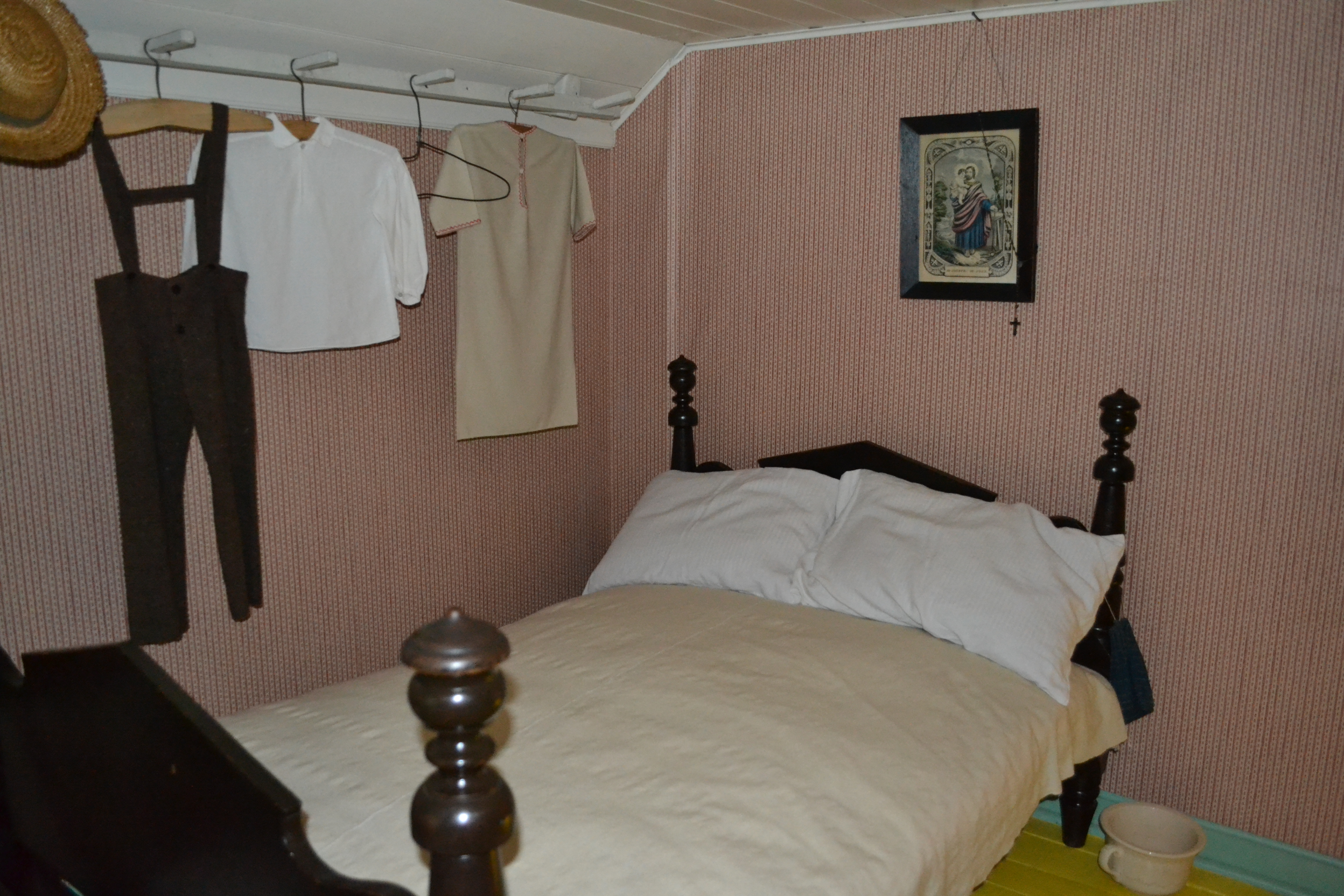
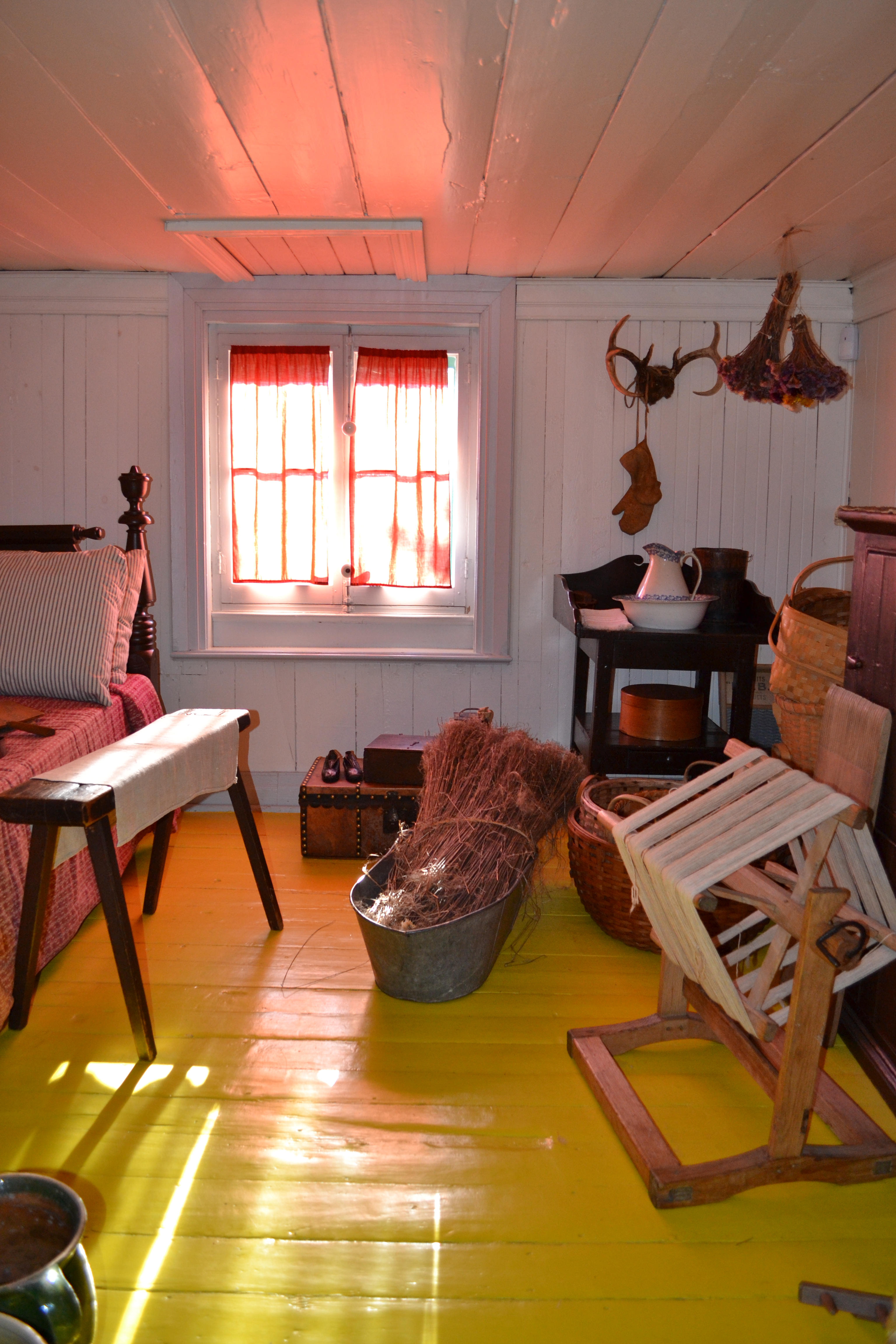
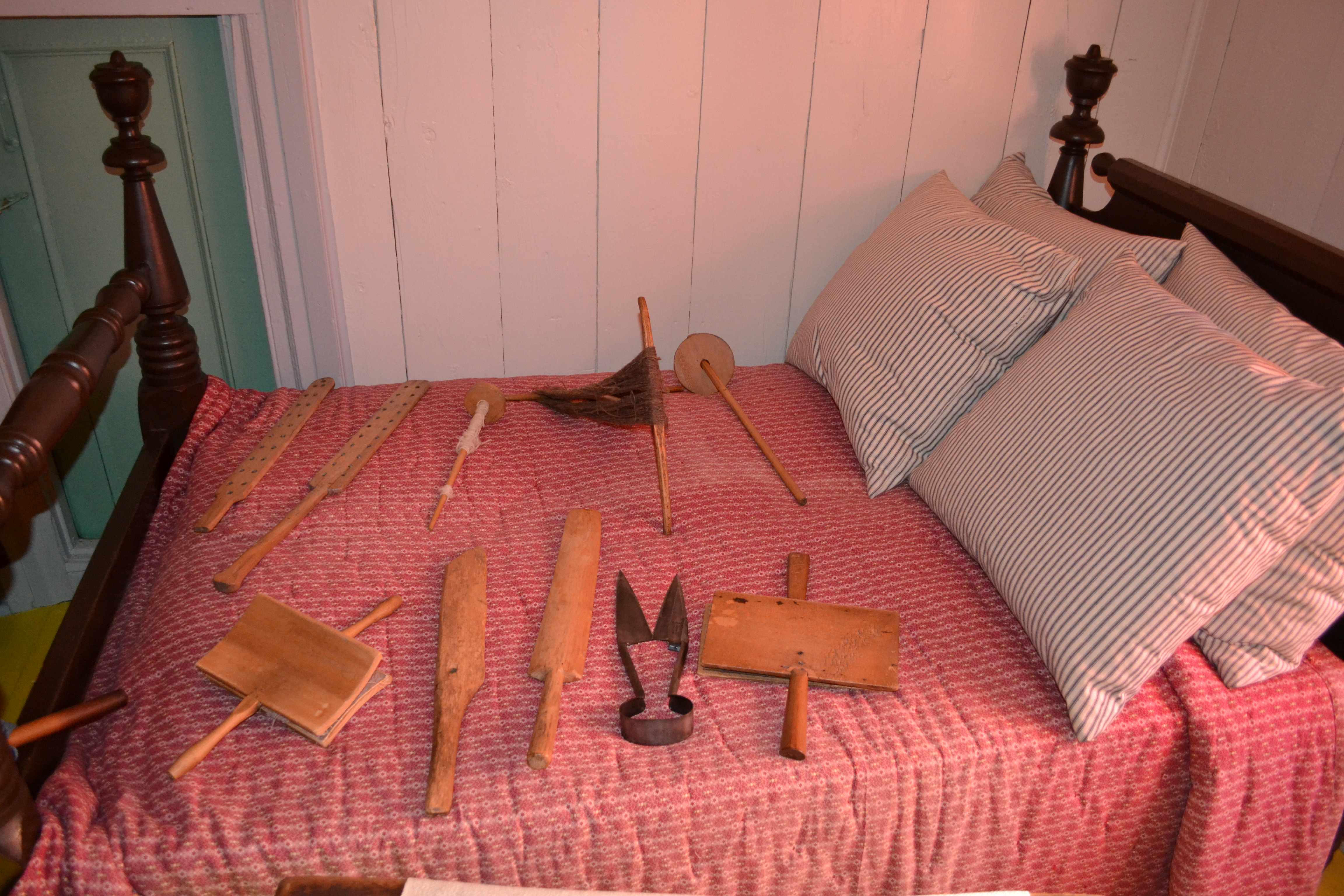

## Église
- Paroisse Bienheureuse Émilie-Gamelin
- L'église actuelle, d'une grande élégance architecturale, a été construite en 1887; elle remplaçait une église en pierre des champs érigée en 1835, elle-même précédée par une petite église en bois.

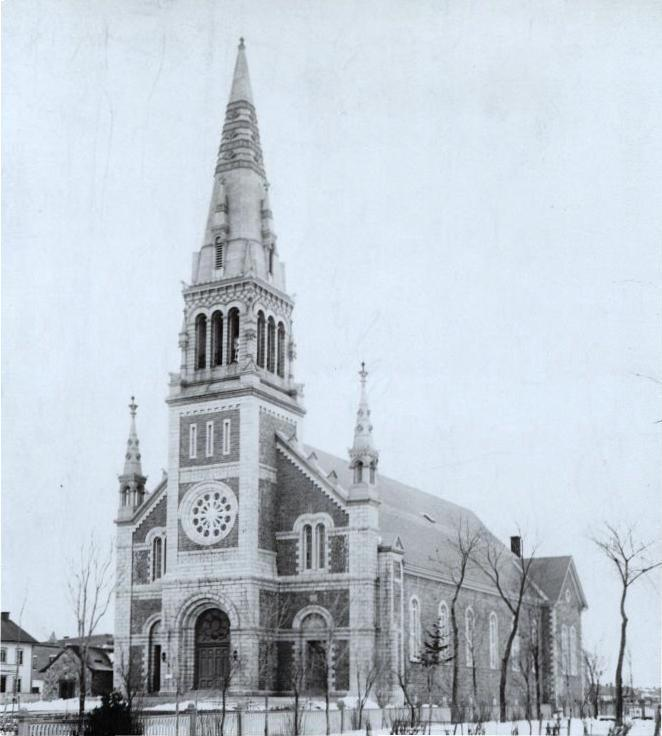
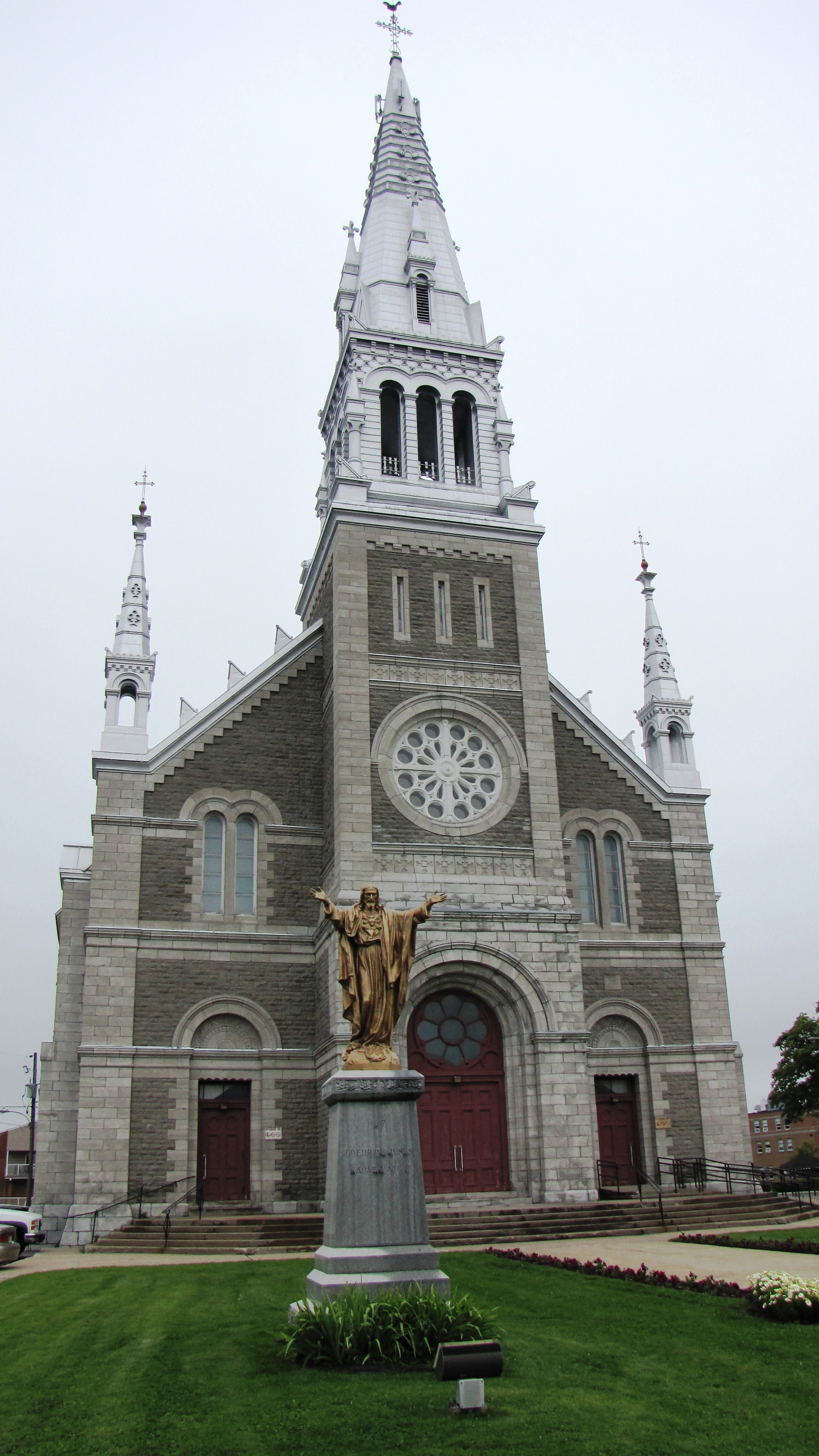

## Personnalités
- Joseph-Alfred Archambeault, ecclésiastique catholique
- Elyanne Breton, auteure-compositrice-interprète
- Wilfrid Corbeil, artiste peintre
- Gabrielle Destroismaisons, chanteuse
- Joseph Gauthier, homme politique
- Louis-Joseph Gauthier, homme politique
- Élise Guilbault, comédienne
- Hilaire Hurteau, homme politique
- Romuald-Charlemagne Laurier, homme politique
- Sir Wilfrid Laurier, premier ministre du Canada
- Maurice Lebel, écrivain
- Jean-Baptiste Proulx, écrivain
- Rémi Tremblay, journaliste